# بوريس ألتشولر
بوريس ليونيدوفيتش ألتشولر (24 يناير 1955) (الروسية: Бори́с Леонидович Альтшу́лер) هو أستاذ الفيزياء في جامعة كولومبيا. متخصص في فيزياء المواد المكثفة.

## مسيرته
حصل على شهادة الدبلوم في الفيزياء من جامعة سانت بطرسبرغ الحكومية في عام 1976. واصل دراسته في معهد لينينغراد للفيزياء النووية، حيث حصل على درجة الدكتوراه في الفيزياء في عام 1979.
في عام 1989، انضم ألتشولر إلى هيئة التدريس في معهد ماساتشوستس للتكنولوجيا. وأصبح زميلا في الجمعية الفيزيائية الأمريكية.
ترك ألتشولر معهد ماساتشوستس للتكنولوجيا في عام 1996 ليصبح أستاذا في جامعة برنستون. بينما هناك، أصبح تابعًا لشركة إن إي سي (NEC).
في الآونة الأخيرة، انضم ألتشولر إلى كلية كولومبيا وواصل العمل مع مختبرت شركة إن إي سي.

## جوائز وتشريفات
- 1993: جائزة Hewlett-Packard Europhysics
- 1993: أصبح زميلا في الجمعية الفيزيائية الأمريكية
- 1996: زميل في الأكاديمية الأمريكية للفنون والعلوم[4]
- 2002: انتخب في الأكاديمية الوطنية للعلوم
- 2003: جائزة Oliver E. Buckley للجمعية الفيزيائية الأمريكية
- انتُخب في الأكاديمية النرويجية للعلوم والآداب [5]
- 2022: جائزة لارس أونساغر[6]

## روابط خارجية
- Boris Altshuler's Page at Columbia University
- Boris Altshuler "50 years of Anderson Localization": Lecture 1, Lecture 2, Lecture 3 (June 2010, زيلينوغورسك (سانت بطرسبرغ)